# Lamprostola unifasciella
Lamprostola unifasciella är en fjärilsart som beskrevs av Embrik Strand 1922. Lamprostola unifasciella ingår i släktet Lamprostola och familjen björnspinnare. Inga underarter finns listade i Catalogue of Life.